# Saint-Laurent-du-Plan
Saint-Laurent-du-Plan is een gemeente in het Franse departement Gironde (regio Nouvelle-Aquitaine) en telt 86 inwoners (2009). De plaats maakt deel uit van het arrondissement Langon.

## Geografie
De oppervlakte van Saint-Laurent-du-Plan bedraagt 2,4 km², de bevolkingsdichtheid is dus 35,8 inwoners per km².
De onderstaande kaart toont de ligging van Saint-Laurent-du-Plan met de belangrijkste infrastructuur en aangrenzende gemeenten.

## Demografie
Onderstaande figuur toont het verloop van het inwonertal (bron: INSEE-tellingen).